# Мауро Кавізель
Мауро Кавізель (18 серпня 1988 , Tomilsd, Домлешг ) - швейцарський гірськолижник, призер Чемпіонату світу 2017 року в комбінації. Спеціалізується на швидкісних дисциплінах. Учасник Олімпійських ігор 2014 і 2018.

## Спортивна кар'єра
Його молодший брат Джино також гірськолижник.
Від зими 2003/2004 років Швейцарець брав участь у змаганнях FIS та національних (молодіжних) чемпіонатах. Він виборов кілька медалей на швейцарських юніорських чемпіонатах та бронзову медаль у супергіганті на Європейському молодіжному олімпійському фестивалі 2005 року в Монтеї.
Від березня 2008 року Кавізель бере участь в окремих етапах Кубка світу. У березні 2011 року він став чемпіоном країни у супергіганті.
На зимових Олімпійських іграх 2014 року в Сочі він посів 28-ме місце в гігантському слаломі й зійшов зі слаломної дистанції у комбінації.
На чемпіонаті світу 2017 року в Санкт-Моріці він несподівано здобув бронзову медаль у комбінації. На п'єдестал пошани в Кубку світу вперше потрапив 16 березня 2017 року в супергіганті в Аспені (3-тє місце).
На зимових Олімпійських іграх 2018 року в Пхьончхані посів 12-те місце в комбінації й 13-те у швидкісному спуску.

## Результати в Кубку світу
Усі результати наведено за даними Міжнародної федерації лижного спорту.

### Підсумкові місця в Кубку світу за роками
| Сезон | Вік | Загальний залік | Слалом      | Гігантський слалом | Супергігант | Швидкісний спуск | Гірськолижна комбінація |
| ----- | --- | --------------- | ----------- | ------------------ | ----------- | ---------------- | ----------------------- |
| 2014  | 25  | 77              | —           | —                  | —           | —                | 6                       |
| 2015  | 26  | 42              | —           | —                  | 19          | 38               | 8                       |
| 2016  | 27  | травмований     | травмований | травмований        | травмований | травмований      | травмований             |
| 2017  | 28  | 32              | —           | —                  | 10          | 24               | 10                      |
| 2018  | 29  | 23              | —           | —                  | 15          | 12               | 5                       |
| 2019  | 30  | 7               | —           | —                  | 3           | 5                | 3                       |
| 2020  | 31  | 7               | —           | —                  | 1           | 10               | 8                       |
| 2021  | 32  | 5               | —           | —                  | 4           | 11               | —                       |

Станом на 30 грудня 2020

### П'єдестали в окремих заїздах
- 1 перемога
- 12 п'єдесталів – (9 СГ, 2 ШС, 1 ГК)

| Сезон | Дата              | Місце проведення       | Дисципліна              | Місце |
| ----- | ----------------- | ---------------------- | ----------------------- | ----- |
| 2017  | 16 березня 2017   | Аспен (США)            | Супергігант             | 3-тє  |
| 2019  | 25 листопада 2018 | Озеро Луїза (Канада)   | Супергігант             | 3-тє  |
| 2019  | 30 листопада 2018 | Бівер Крік, USA        | Швидкісний спуск        | 2-ге  |
| 2019  | 1 грудня 2018     | Бівер Крік, USA        | Супергігант             | 2-ге  |
| 2019  | 14 березня 2019   | Сольдеу (Андорра)      | Супергігант             | 2-ге  |
| 2020  | 1 грудня 2019     | Озеро Луїза (Канада)   | Супергігант             | 3-тє  |
| 2020  | 13 лютого 2020    | Зальбах (Австрія)      | Швидкісний спуск        | 3-тє  |
| 2020  | 14 лютого 2020    | Зальбах (Австрія)      | Супергігант             | 2-ге  |
| 2020  | 29 лютого 2020    | Гінтерштодер (Австрія) | Супергігант             | 2-ге  |
| 2020  | 1 березня 2020    | Гінтерштодер (Австрія) | Гірськолижна комбінація | 2-ге  |
| 2021  | 12 грудня 2020    | Валь-д'Ізер (Франція)  | Супергігант             | 1-ше  |
| 2021  | 18 грудня 2020    | Валь-Гардена (Італія)  | Супергігант             | 2-ге  |

## Результати на чемпіонатах світу
Усі результати наведено за даними Міжнародної федерації лижного спорту.
| Рік  | Вік | Слалом | Гігантський слалом | Супергігант | Швидкісний спуск | Гірськолижна комбінація |
| ---- | --- | ------ | ------------------ | ----------- | ---------------- | ----------------------- |
| 2015 | 26  | —      | —                  | 17          | —                | —                       |
| 2017 | 28  | —      | —                  | 20          | 21               | 3                       |
| 2019 | 30  | —      | —                  | НФ          | 9                | 7                       |
| 2021 | 32  |        |                    | НФ          |                  |                         |

## Результати на Олімпійських іграх
Усі результати наведено за даними Міжнародної федерації лижного спорту.
| Рік  | Вік | Слалом | Гігантський слалом | Супергігант | Швидкісний спуск | Гірськолижна комбінація |
| ---- | --- | ------ | ------------------ | ----------- | ---------------- | ----------------------- |
| 2014 | 25  | —      | 28                 | —           | —                | НФ2                     |
| 2018 | 29  | —      | —                  | НФ          | 13               | 12                      |